# Mohawk (comté de Herkimer, New York)
Pour les articles homonymes, voir Mohawk.
Mohawk est un village situé dans le comté de Herkimer, dans l'État de New York, aux États-Unis,. En 2010, il comptait une population de 2 731 habitants.

## Démographie
Lors du recensement de 2010, le village comptait une population de 2 731 habitants. Elle est estimée, en 2019, à 2 526 habitants.